# أسرار موفيل
اسرار موفيل (بالإنجليزية: Moville Mysteries)‏ هو مسلسل رسوم متحركة كندي من بطولة فرانكي مونيز في دور موسلي موفيل (دور صوتي) .
انتج المسلسل من موسم واحد من 26 حلقة بتاريخ 7 سبتمبر 2002 إلى 14 مايو 2003. كان العرض على YTV في كندا، و Fox Kids (لاحقًا Jetix) في أمريكا اللاتينية.
من حيث التوزيع الرقمي، تم توفير السلسلة الكاملة للبث على Rogers Anyplace TV .

## موجز
تدور أحداث المسلسل حول موسلي موفيل، كطالب في مدرسة ثانوية، يمضي ايامه مليئةً بكل ماهو خارق وغريب كل يوم تقريبًا.

## روابط خارجية
- أسرار موفيل على موقع IMDb (الإنجليزية)
- أسرار موفيل على موقع كينوبويسك (الروسية)
- أسرار موفيل على موقع قاعدة بيانات الفيلم (الإنجليزية)